# Julija Ałłagułowa
Julija Jakunowna Ałłagułowa, ros. Юлия Якуновна Аллагулова (ur. 25 czerwca 1972 w Leningradzie) – radziecka i rosyjska łyżwiarka szybka, specjalizująca się w short tracku, wicemistrzyni świata (1991), brązowa medalistka olimpijska (1992).
W kwietniu 1989 roku zajęła 18. miejsce w wieloboju na mistrzostwach świata w Solihull. W marcu 1991 roku wystąpiła na mistrzostwach świata w Sydney, podczas których zdobyła srebrny medal w rywalizacji sztafet (wspólnie z Natalją Isakową, Juliją Własową i Mariną Pyłajewą). W biegach indywidualnych zajęła czwarte miejsce na dystansach 1500 i 3000 m oraz siódmą pozycję w wieloboju. Również w marcu zajęła czwarte miejsce w drużynowych mistrzostwach świata w Seulu, startując z Własową, Pyłajewą i Isakową.
W lutym 1992 roku uczestniczyła w igrzyskach olimpijskich w Albertville. W zawodach startowała jako reprezentantka Wspólnoty Niepodległych Państw. Wystartowała w jednej konkurencji – rywalizacji kobiecych sztafet, w której wspólnie z Natalją Isakową, Juliją Własową i Wiktoriją Taraniną zdobyła brązowy medal olimpijski. W marcu tego samego roku drużyna w tym samym składzie zajęła szóste miejsce na drużynowych mistrzostwach świata w Minamimaki.
Wyróżniona honorowym tytułem Zasłużonego Mistrza Sportu Rosji.